# Lo Cailar (Gard)
Lo Cailar (en francès Le Cailar) és un municipi francès situat al departament del Gard i a la regió d'Occitània.